# Acanthus spinosus
Acanthus spinosus är en akantusväxtart som beskrevs av Carl von Linné. Acanthus spinosus ingår i släktet akantusar, och familjen akantusväxter. Inga underarter finns listade i Catalogue of Life.

## Bildgalleri

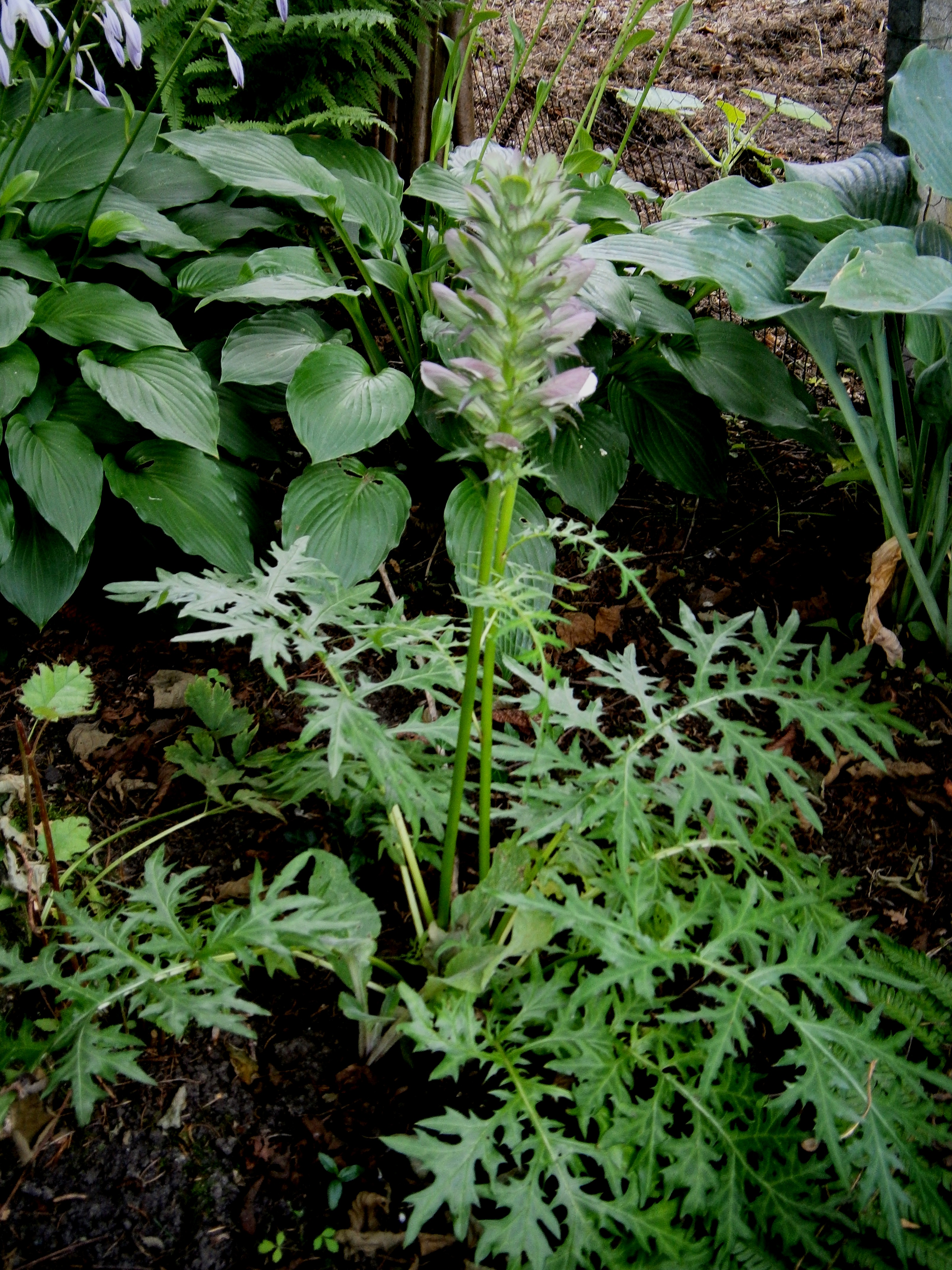
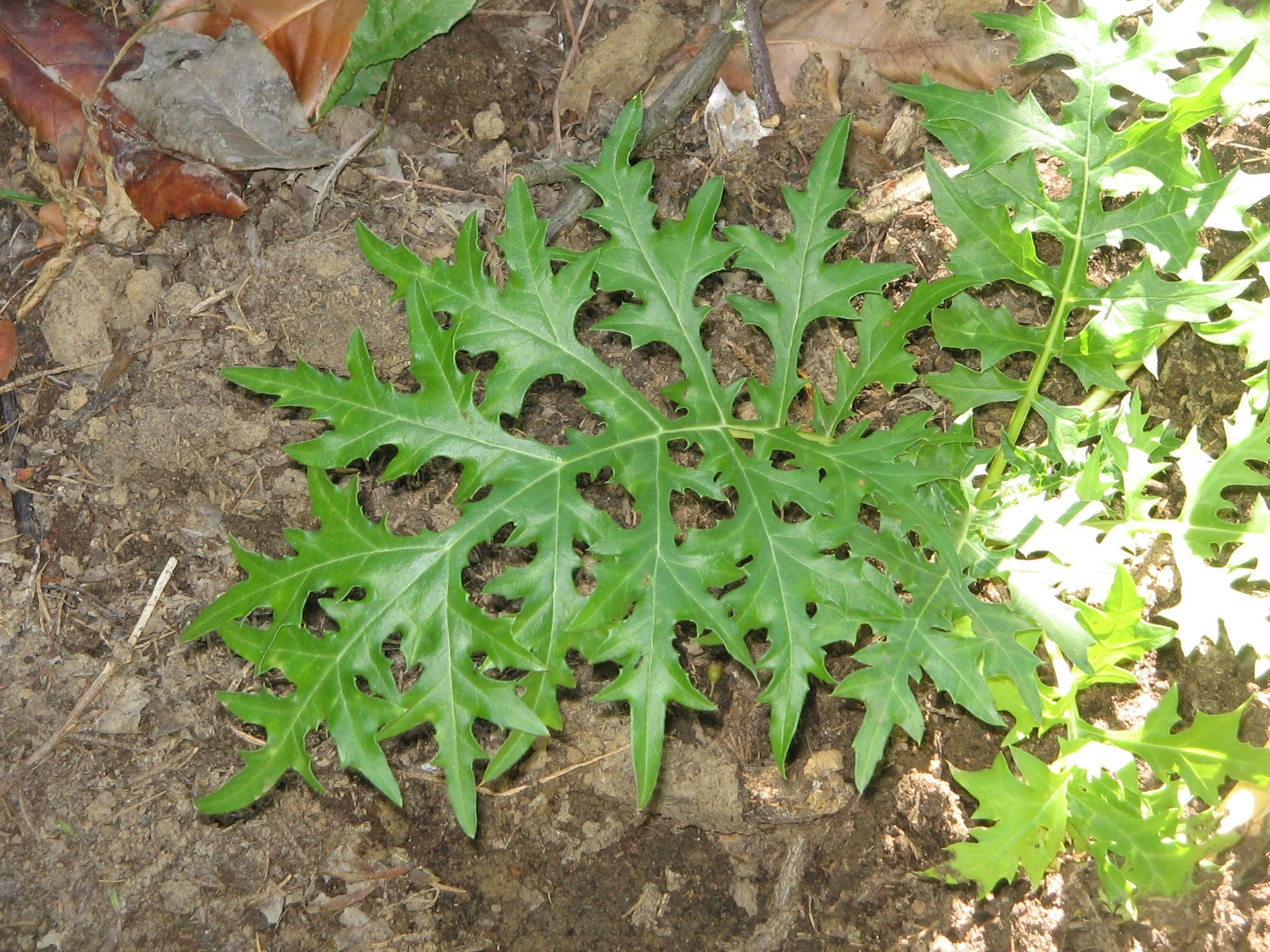